# Arctornis pseudungula
Arctornis pseudungula är en fjärilsart som beskrevs av Holloway 1999. Arctornis pseudungula ingår i släktet Arctornis och familjen tofsspinnare. Inga underarter finns listade i Catalogue of Life.